# Dictature de Dámaso Berenguer

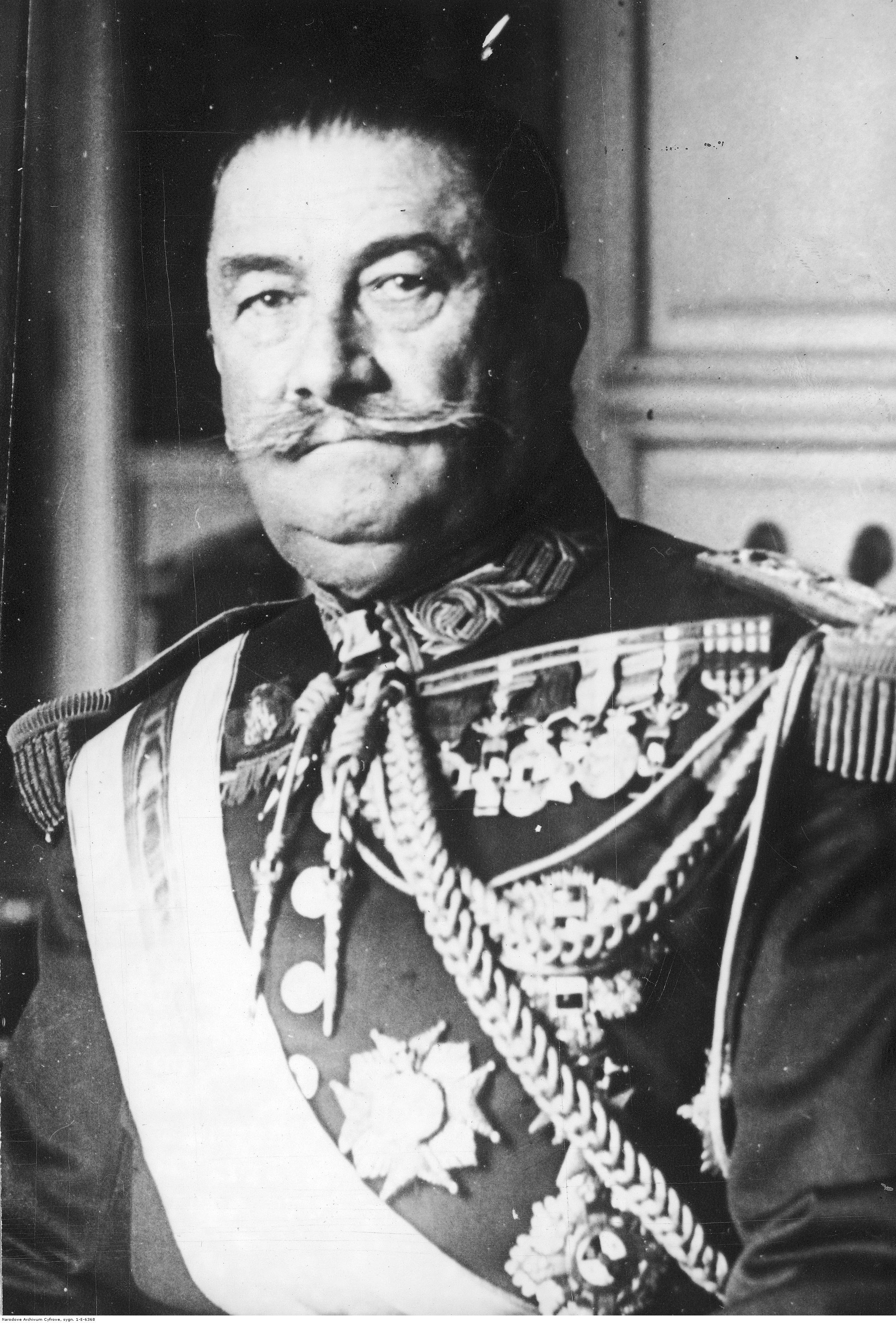
Le général Dámaso Berenguer.

La dictature de Dámaso Berenguer est le régime politique dictatorial en vigueur en Espagne entre le 28 janvier 1930, date où le roi Alphonse XIII nomme le général Dámaso Berenguer à la tête du gouvernement, et la démission de ce dernier le 14 février 1931.
Faisant suite à la dictature de Primo de Rivera, elle est vigoureusement dénoncée par la classe politique et les intellectuels du pays qui considèrent qu’elle constitue un discrédit définitif pour le monarque, incapable d’assurer un retour à la normalité constitutionnelle ; elle marque l’étape finale de la Restauration bourbonienne commencée en décembre 1874 et se caractérise par une montée constante du républicanisme. À la suite du départ de Berenguer, le roi convoque des élections municipales le 12 avril 1931 dans le but de se redonner un semblant de légitimité, mais abandonne finalement le pays deux jours plus tard face à des résultats très défavorables dans une grande partie du pays et alors que la république est proclamée par certaines municipalités, dont Madrid et Barcelone, dès le lendemain du scrutin.
La presse de l’époque utilise l’appellatif de « dictablanda » (littéralement « dictamolle ») pour désigner ce régime, critiquant ainsi le manque de définition et de volontarisme du gouvernement Berenguer, qui marque une rupture avec la dictature autoritaire antérieure tout en ne rétablissant pas le régime constitutionnel parlementaire de 1876 et en ignorant les revendications de convocation d’une assemblée constituante.
Berenguer a écrit un livre sur son étape à la tête du gouvernement du pays intitulé De la Dictadura a la República, publié en 1946 .

## Contexte
Au début des années 1920, le régime de la Restauration entre dans une crise grave : les partis dynastiques — Parti conservateur et Parti libéral — sont totalement discrédités aux yeux de l'opinion publique et sont jugés responsables de la corruption du régime, le mouvement ouvrier est à l’origine d’importantes tensions et l’impopularité des opérations militaires dans le Rif se trouve galvanisée avec le désastre d'Anoual en juillet 1921. Dans un contexte où les idées autoritaires sont en essor en Europe (stalinisme en URSS et fascisme en Italie), l’idée d’un homme providentiel seul capable de régénérer la nation en dirigeant le pays d’une main de fer — un cirujano de hierro comme on le dit alors, littéralement « chirurgien de fer » — rencontre un écho favorable, notamment auprès de certains secteurs de la bourgeoisie. Lorsque le général Primo de Rivera mène un coup d'État en septembre 1923, le roi Alphonse XIII rejette la demande du gouvernement en fonction de le condamner et décide au contraire de lui confier le pouvoir.
Celui-ci instaure un régime dictatorial et autoritariste. Le parlement est aboli et ne sera remplacé en 1927 que  par une assemblée consultative. Le syndicalisme ouvrier est réprimé et de nombreux intellectuels sont contraints à l’exil.
Malgré les réformes entreprises, le régime se révèle incapable de surmonter une situation difficile sur le plan intérieur, avec une grave crise économique liée à la Grande Dépression mondiale, en dépit d’un succès de la guerre en Afrique — débarquement d'Al Hoceïma en 1927 —. En janvier 1930, le roi oblige Primo de Rivera à démissionner, espérant ainsi sauver la monarchie.

## Étapes de la dictature

### Formation du gouvernement et premières tentatives de réformes
Le 28 janvier 1930, Alphonse XIII nomme le général Dámaso Berenguer à la tête d’un nouveau gouvernement et une amnistie générale est décrétée. Militaire honnête mais maladif — il doit parfois se déplacer en chaise roulante et refusera toutes les photographies au cours de son mandat —, il est choisi en raison d’une relative popularité et pour la désapprobation qu’il avait manifestée envers les méthodes autoritaires du régime antérieur. Le roi charge le général de rétablir au plus vite la Constitution de 1876 après 6 ans de dictadure primorivériste, tout en prétendant éluder la question de sa propre responsabilité dans l’avènement de cette dernière,. Or, dans l’opinion publique, la monarchie est à présent identifée au militarisme, le régime de la Restauration a lié son sort à celui de la dictature précédente, et la chute de cette dernière réclame l’instauration d’un régime nouveau qui marque une rupture nette avec la corruption et la lente déliquescence amorcée depuis le début du siècle,,.
Ainsi, les hommes politiques républicains, les « monarchistes sans roi » et de nombreux juristes dénoncent l’impossibilité de revenir à la « normalité constitutionnelle ». Le juriste Mariano Gómez écrit le 12 octobre que « L’Espagne vit sans Constitution. ». Ce dernier affirme que la dictature de Primo de Rivera, en violant la constitution de 1876, avait marqué une rupture et le retour à la normalité politique requérait dès lors la tenue d’un processus nouveau, dirigé par un pouvoir neutre qui se trouverait hors du conflit ouvert par la dictature et qui garantirait le respect des libertés fondamentales, afin d’assurer l’instauration d’une nouvelle légalité par le biais d’une assemblée constituante souveraine. Les idées républicaines ont fait leur chemin et ne font plus peur. Quelques jours après la nomination de Berenguer, Miguel Maura, fils d’Antonio Maura, l’une des principales figures politiques conservatrices des dernières années de la Restauration, se déclare ouvertement républicain.
Berenguer rencontre de nombreuses difficultés pour former un gouvernement, car les deux partis dynastiques, qui étaient davantage des réseaux clientélistes alternant au pouvoir grâce à l’influence des caciques locaux dans un système ayant institutionnalisé la fraude électorale que des partis politiques classiques, ont cessé d’exister au cours de la dictature,. La plupart de leurs figures politiques se refusent à collaborer à titre individuel, préférant demeurer dans une quasi-clandestinité et une posture protestatrice, et Berenguer ne peut s’appuyer que sur les secteurs les plus réactionnaires de l’ancien Parti conservateur, menés par Gabino Bugallal. Pour sa part, l’Union patriotique, parti unique de l’ancienne dictature qui devient en 1930 l’Union monarchique nationale, n’apporte pas non plus un soutien clair au nouveau chef de gouvernement. L’assemblée consultative est dissoute et la monarchie ne dispose d’aucune organisation susceptible de mener un processus de transition politique. Le gouvernement formé, loin d’être neutre comme la situation l’exige, est en réalité « franchement conservateur », selon les mots de Berenguer lui-même.
La lenteur avec laquelle sont approuvées les mesures pour revenir à la légalité constitutionnelle — notamment la convocation très tardive de nouvelles élections — fait douter des intentions réelles du gouvernement. C’est dans ce contexte de grande impopularité que la presse commence à qualifier le nouveau pouvoir de « dictablanda » (« dictamolle » ou « dictadouce »). La situation de la monarchie s'aggrave, elle perd encore davantage de ses soutiens politiques, le mécontentement de la population atteint des niveaux critiques et l'Espagne vit dans un climat « prérévolutionnaire »,.
Comme il s'en expliquera plus tard, Berenguer prétendait en réalité laisser du temps aux anciens partis dynastiques pour se reconstituer afin de convoquer des élections générales manipulées selon les usages du turno de la Restauration, à l’encontre des exigences d'un scrutin régulier de la part des anciens libéraux représentés par Romanones. Il reconnaîtra même avoir fait une prévision de répartition — l'encasillado — des députés dans la future assemblée à la fin de l’été 1930 : 93 conservateurs, 70 libéraux, 34 monarchistes indépendants, 27 partisans de García Prieto, 20 mauristes, 18 partisans de de la Cierva, 18 partisans de Alba, 16 indépendants indéfinis, 15 partisans de Romanones, 8 réformistes, 8 républicains ou socialistes, 7 régionalistes catalans et 4 représentants de l’Union monarchique nationale, laissant 68 districts libres, concentrés dans les grandes capitales. C’est pourquoi il refuse de convoquer d'abord des élections municipales, contrairement à ce que réclament des figures politiques influentes comme Romanones et Alba.

### Convocation d’élections générales
Le 13 novembre, le Conseil des ministres approuve la convocation d’élections législatives pour le 1er mars suivant. Quelques jours plus tard, le ministre de l’Intérieur, le général Enrique Marzo Balaguer, démissionne, apparemment à la suite de troubles survenus à Madrid lors de l’enterrement de plusieurs ouvriers morts dans des accidents de travail. Le général Mola, alors directeur général de la Sécurité, qualifiera plus tard ce mois de novembre comme « d’un point de vue prolétaire […] le plus violent depuis la grève générale de 1917 ». Berenguer tente en vain de confier le poste vacant à une figure en vue des anciens partis dynastiques, si bien qu’il se résout finalement à nommer Joaquín Montes Jovellar, jusqu’alors sous-secrétaire du ministère.
Les élections sont présentées comme un moyen de constituer un parlement souverain qui renouerait la continuité avec celui de 1923 et rétablirait l’ancienne constitution. Il ne s’agit donc pas de former une assemblée constituante ni même de mener une réforme de la Constitution, si bien que la convocation reçoit peu de soutien, y compris parmi les monarchistes des partis dynastiques. Le gouvernement agit comme si la dictature de Primo de Rivera, soutenue par le roi, n’avait pas eu lieu. Pour cette raison, certains hommes politiques des anciens partis dynastiques se définissent comme « monarchistes sans roi », tandis que d’autres rejoignent le camp républicain, comme le conservateur Niceto Alcalá-Zamora qui se prononce pour une république dès le 13 avril 1930 et fonde le parti Droite libérale républicaine, immédiatement rejoint par Miguel Maura,.

### «L’erreur Berenguer»
Le 15 novembre 1930, deux jours après l’annonce de la convocation des élections générales (qui n’auront en réalité jamais lieu), le quotidien El Sol publie en une un article de l’intellectuel José Ortega y Gasset intitulé « El error Berenguer » (« l’erreur Berenguer ») qui aura une immense répercussion,.
Dans celui-ci, Ortega fustige la tentative du régime monarchique de fermer la parenthèse de la dictature de Primo de Rivera comme si de rien n’était, de « mettre en œuvre la politique du il ne s'est rien passé ici ». Il dénonce l’« inexistence » de l’État espagnol ainsi que la rupture totale entre les institutions et les citoyens. Il qualifie le régime de « solitaire, encerclé, comme lépreux dans un lazaret ». L’article se termine par un appel explicite à l’abolition de la monarchie : « Espagnols, votre État n'existe pas ! Reconstruisez-le ! Delenda est Monarchia » (« la monarchie doit être détruite » en latin).

### Perte d’appuis politiques et sociaux de la monarchie et essor du républicanisme
Tout au long de 1930 s’accumulent des signaux montrant qu’il ne sera pas possible de revenir à la situation antérieure à 1923 car la monarchie se trouve trop isolée. Elle est peu à peu abandonnée de ses soutiens les plus fidèles comme la bourgeoisie entrepreunariale, qui ne croit pas en sa capacité de sortir d’un tel imbroglio. Elle n’a pas non plus l’appui des classes moyennes, de moins en moins soumises à l’influence de l’Église à la faveur des idées républicaines et socialistes, ou des milieux étudiants qui expriment ouvertement leur rejet envers le roi.
En Catalogne, les groupes républicains nationalistes ont essaimé et mettent fin à l’hégémonie de la Lliga, conservatrice et traditionnel appui du régime monarchique.
L’Église catholique, reconnaissante envers la restauration de lui avoir permis de maintenir sa position traditionnelle dans la société, est l’un des rares soutiens de la monarchie, mais elle se trouve sur la défensive face à la vague démocratique et républicaine que connait le pays.
L’expérience du pouvoir militaire autoritaire a ouvert des brèches au sein de l’Armée et la fidélité de celle-ci envers le roi se trouve fragilisée, notamment au sein du corps d’artillerie. Si l'hypothèse d’un coup militaire antimonarchique semble très improbable, il apparait également très vraisemblable que l’Armée ne ferait rien pour sauver le régime et rejoindrait les conspirateurs dans l'éventualité d’une insurrection populaire,.
De façon générale, les changements sociaux survenus après 1918 jouent en faveur des idées républicaines : revendication d’une plus grande représentativité électorale, meilleure visibilité des élites intellectuelles, sécularisation et perte de vigueur des valeurs traditionnelles et rurales (respect de l’Église et de l’aristocratie) à la faveur d’une plus grande urbanisation, constitution des premiers partis politiques de masse et des grands syndicats ouvriers.
L’identification de la monarchie à la dictature à la suite de la chute de Primo de Rivera explique l’essor sans précédent du républicanisme. Par contraposition, la république est perçue comme synonyme de démocratie,.

### Pacte de Saint-Sébastien
Le 17 aout 1930 se tient le dénommé pacte de Saint-Sébastien à l’initiative d’Alianza Republicana, regroupement pro-républicain constitué au cours de la dictature de Primo de Rivera. Une stratégie pour mettre fin à la monarchie d’Alphonse XIII et la proclamation d’une république est convenue par des membres de plusieurs partis, personnalités politiques et intellectuels,. En octobre de la même année, à Madrid, le Parti socialiste ouvrier espagnol et le syndicat Union générale des travailleurs se joignent au pacte afin d’organiser une grève générale accompagnée d’une insurrection militaire. Un comité révolutionnaire est constitué pour diriger le processus, formé de Niceto Alcalá-Zamora, Miguel Maura, Alejandro Lerroux, Diego Martínez Barrio, Manuel Azaña, Marcelino Domingo, Álvaro de Albornoz, Santiago Casares Quiroga et Lluís Nicolau d'Olwer pour les républicains, et Indalecio Prieto, Fernando de los Ríos et Francisco Largo Caballero pour les socialistes. Pour sa part, la CNT est encore en processus de réorganisation limité au niveau provincial après la fin de son interdiction mais accepte de s’entendre avec les républicains,,.
Dans l’esprit des conspirateurs et du peuple, le recours à la violence armée contre le roi est légitime.

### Échec du soulèvement de décembre 1930
À la mi-décembre 1930, le comité révolutionnaire rend public un manifeste qui appelle à une insurrection ouverte afin de reléguer la Monarchie, qui a refusé d’entendre les demandes de réformes légales, « dans les archives de l’Histoire » ; il assure que le soulèvement, faisant écho à la clameur populaire, remportera le soutien des « ateliers et des usines, des bureaux, des universités, et même des garnisons militaires » et souhaite l’établissement d’une « république sur la base de la souveraineté nationale représentée dans une assemblée constituante ».
Toutefois, la grève générale n’est pas déclarée et le soulèvement, lancé de façon prématurée le 12 décembre à Jaca par les capitaines Fermín Galán et Ángel García Hernández en raison d’une mauvaise communication, avorte. Les deux militaires sont condamnés à mort et fusillés à l’isue d’un conseil de guerre sommaire. L'exécution des deux capitaines, qui deviennent des martyrs de la future république, cause une grande commotion dans l'opinion publique du pays et avive le sentiment antimonarchique, matérialisé dans le vote des élections municipales du 12 avril,,. Le 19 décembre une grève générale est menée pour protester contre la répression,
Le 15 décembre, le général Gonzalo Queipo de Llano, chef du comité militaire, avec la collaboration de plusieurs officiers, prend l’aérodrome de Cuatro Vientos, mais est finalement contraint de l’abandonner à cause de la réponse rapide des unités militaires fidèles au gouvernement. Six membres du comité révolutionnaire (Alcalá-Zamora, Albornoz, Maura, Largo Caballero, de los Ríos et Casares Quiroga) sont interpelés et mis en détention. Les autres (Lerroux, Domingo, Azaña et Prieto) se cachent ou quittent l’Espagne.

### Derniers désaveux et démission de Berenguer
Le 17 décembre 1930, deux jours seulement après l'échec du soulèvement républicain, des figures politiques importantes de la monarchie dites « constitutionnalistes » réunies à l’Hôtel Ritz de Madrid, parmi lesquelles Rafael Sánchez Guerra, Melquíades Álvarez et Manuel de Burgos y Mazo, réclament que le parlement formé après les élections convoquées pour le 1er mars ait un caractère constituant, seule issue viable à la crise politique en cours selon eux. Quelques autres, notamment José Calvo Sotelo, semblent ne pas reconnaitre la gravité de la situation et pensent que les inquiétudes s’envoleront d’elles-mêmes.
Les préparatifs pour les élections se poursuivent néanmoins : des listes de candidats sont publiées et un semblant de campagne électorale est mené. Le général Berenguer se montre confiant dans le fait que son gouvernement pourra mener à bien le processus électoral car il pense que les districts ruraux, encore dominants dans le pays, conservent « la structure typique de notre organisation politique d'avant la dictature » et constituent une solide caution pour la Monarchie. Il considère qu’il est nécessaire de s'appuyer sur cet avantage pour éviter de s'exposer au chaos social et il apparait évident que le gouvernement s'apprête à manipuler les élections grâce aux réseaux de caciques.
Le projet de Berenguer se trouve néanmoins rapidement contrarié. Le 29 janvier, les « constitutionnalistes » publient une note dans laquelle ils affirment qu’ils ne se présenteront pas aux élections car l’assemblée ne sera pas constituante. Le lendemain, les libéraux monarchistes annoncent qu’ils participeront à la seule condition que le gouvernement renonce aux moyens dont il dispose pour manipuler les résultats du scrutin. Le 31 janvier, c’est au tour des républicains d’annoncer leur retrait, puis les socialistes font de même le 3 février.
Le décret de convocation des élections est néanmoins publié le 8 février et l’article 13 de la constitution de 1876, qui garantit les libertés fondamentales, est rétabli,. Deux jours plus tard, le leader libéral Santiago Alba publie une note dans laquelle il soutient que des élections ordinaires, faisant comme si rien ne s’était passé depuis 1923, ne règleront rien. Le même jour, les prestigieux intellectuels Ramón Pérez de Ayala, Gregorio Marañón et José Ortega y Gasset publient un manifeste favorable à la République. Ils finissent par former la Agrupación al Servicio de la República (« Regroupement au service de la République ») pour rassembler les autres intellectuels du pays,. Dorénavant, la Monarchie doit faire face à des campagnes de communication hostiles et perd toute influence dans la presse hors des organes les plus conservateurs que sont ABC et El Debate, en dépit de la censure, dont l’effectivité est limitée.
Les membres du gouvernement eux-mêmes sont inquiets. Le 13 février, le ministre de l’Intérieur Leopoldo Matos y Massieu fait part de ses doutes au Comte de Romanones au cours d’un entretien. Ce dernier prend immédiatement contact avec Prieto et le régionaliste catalan Cambó pour élaborer une note demandant au Gouvernement de donner un caractère constituant au futur parlement. Autour de onze heures du soir, après avoir remis la note à la presse, Romanones rend visite au général Berenguer. Celui-ci contacte le roi par téléphone et présente sa démission le lendemain matin,.

### Gouvernement de l’amiral Aznar et chute de la Monarchie
Le 11 février, le roi Alphonse XIII a un entretien téléphonique avec le leader catalaniste Francesc Cambó. Au cours de celui-ci, répondant aux questions du monarque qu’il trouve inquiet mais « raisonnant froidement », Cambó soutient qu’il faut constituer un gouvernement de gauche, faire appel à Santiago Alba et qu’il n’y a pas d’autre solution que de convoquer la formation d’une assemblée constituante. Selon ce dernier, le monarque lui confie être amer et déçu, et ressent souvent l’envie de quitter l’Espagne. Le roi lui demande son avis sur l’idée de convoquer un plébiscite au sujet de s’il devait abandonner la couronne et Cambó soutient qu’il peut lui certifier à l'avance que le résultat serait un cuisant désaveu pour la Monarchie.
En accord avec Cambó, Alphonse XIII propose à Santiago Alba de présider le gouvernement mais ce dernier refuse. Il fait ensuite la même offre au « constitutionnaliste » Rafael Sánchez Guerra qui accepte, avec l’espoir d’obtenir la participation de la droite républicaine. Dans ce but, il se rend à la prison Modelo de Barcelone où se trouvent incarcérés Alcalá-Zamora et Maura, qui rejettent sans ambages sa proposition ; le dernier rétorque « Nous, avec la monarchie, n’avons rien à faire ni rien à dire »,. En conséquence Sánchez Guerra présente sa démission au roi. Selon Maura, cette visite désespérée de Sánchez Guerra constitue « un coup mortel pour le régime, car plus personne ne douta du sort qui l’attendait »,.
Sánchez Guerra conseille à Alphonse XIII d’offrir la présidence du gouvernement à Melquíades Álvarez, un autre « constitutionnaliste », mais celui-ci n’accepte pas non plus. Le général Berenguer, alors encore président en fonction, réunit tous les leaders des diverses factions des partis dynastiques. Après un débat de cinq heures est formé un gouvernement « de concentration monarchique », avec Berenguer lui-même au poste de ministre de la Guerre, trois anciens chefs de gouvernement (Romanones comme ministre d’État, Prieto à la Justice et Gabino Bugallal à l’Économie), trois anciens ministres (Juan de la Cierva au Développement, l’amiral Rivera à la Marine et Joan Ventosa i Calvell au Budget), José Gascón y Marín à l’Instruction publique, le Marquis de Hoyos à l’Intérieur et Gabriel Maura Gamazo au Travail.
Le comte de Romanones, agissant comme s’il était le véritable chef de l’exécutif, choisit l’amiral Juan Bautista Aznar, sans expérience ni poids politique, pour présider le gouvernement,,,. L’Union monarchique nationale (UMN) se plaint de ce qu’aucun de ses membres ne soit inclus dans ce gouvernement monarchique
Le roi n’accepte dans ce gouvernement que la présence de « fidèles à sa personne », fait confirmé par Santiago Alba, qui affirme que celui-ci répond à la « servitude palatine ». Alba invite à ne pas se « laisser duper par ce digne héritier de Ferdinand VII » — un monarque honni dans l’opinion publique —. Le roi est confiant dans le fait que ce gouvernement serait en mesure de sauvegarder le régime, comme le vérifie Cambó lors du nouvel entretien qu’il a avec lui le 24 février, où il le trouve insouciant, sans conscience de la faiblesse de l’exécutif. D’autre part, l’inclusion de Ventosa, membre de la Lliga Regionalista, a comme objectif de rallier le soutien de la Catalogne, qu'il n’avait pu obtenir jusqu’alors.
Le serment des membres du nouveau gouvernement a lieu le 18 février et sa première réunion se tient le jour suivant, au cours de laquelle on décide d’un nouveau calendrier électoral : on décide de célébrer d’abord des élections municipales le 12 avril, a priori moins défavorables à la monarchie, en appliquant la loi électorale de 1877 et non le statut municipal approuvé par la dictature en 1925, provoquant l’insatisfaction de l’UMN, puis des élections législatives (le 7 juin au Congrès et le 14 du même mois au Sénat) qui auraient une valeur constituante, ouvrant la porte à la révision en profondeur de la structure de l’État et la réduction des prérogatives de la couronne. La préoccupation principale est alors d’obtenir des élections représentatives avec une participation significative, afin de conférer au régime quelque légitimité.
Les partis monarchiques, convaincus qu’ils remporteront la victoire sans difficulté en recourant aux méthodes éculées de la Restauration et réconfortés par les renseignements des gouverneurs civils, ne font pratiquement pas de campagne électorale. Ils prévoient une large victoire dans l’ensemble du pays, avec de courtes défaites dans quelques capitales de provinces. Seule l’UMN défend la nécessité de partir à la rencontre des partisans de la monarchie afin de les mobiliser et tente de mettre en garde activement, notamment au travers de son périodique La Nación, contre la catastrophe que constituerait l'avènement d’une république selon ses membres. Elle dénonce aussi les méthode de caciquisme employées par les partis dynastiques, notamment l’abus de l’article 29 de la loi électorale, qui donnait automatiquement la victoire à une candidature unique sans nécessité de vote (environ un cinquième des postes de conseillers municipaux sont élus d’office dès le 5 avril, au bénéfice des monarchistes) ou les menaces faites dans la Province d’Orense de priver les pauvres des œuvres de bienfaisance ou de priver certains petits commerçants de leurs kiosques s’ils ne votaient pas pour le candidat Gabino Bugallal.

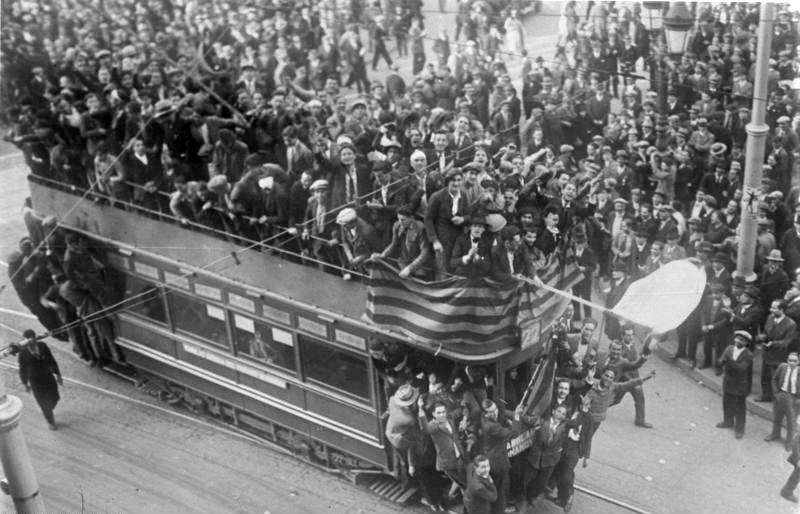
Proclamation de la Seconde république à Barcelone.

Le 20 mars, en pleine campagne électorale, se tient le conseil de guerre contre le comité révolutionnaire qui a dirigé le soulèvement citoyen et militaire de décembre ayant échoué après le soulèvement de Jaca. Le procès devient une grande manifestation favorable à la république à l’issue de laquelle les accusés sont libérés,.
Les élections municipales du 12 avril apparaissant aux yeux de tous comme un plébiscite sur le maintien de la Monarchie, l’annonce des résultats du scrutin, où les candidatures socialistes et républicaines remportent 41 des 50 capitales de provinces, malgré une victoire des monarchistes dans les zones rurales où le caciquisme fonctionne encore, est immédiatement suivi d’un communiqué du comité révolutionnaire qui affirme son intention d’agir rapidement pour implanter une république, conformément aux aspirations manifestées dans le pays. La chute de la monarchie se produit rapidement et sans heurts ; le « pronunciamiento négatif » de l’Armée — son absence de réaction — donne le coup fatal au régime. Mardi 14 avril, la Seconde république est proclamée depuis les balcons de nombreuses mairies et Alphonse XIII se voit contraint de quitter le pays. Le même jour, le comité révolutionnaire devient le 1er gouvernement provisoire de la république.